# Symmachia multesima
Symmachia multesima is een vlindersoort uit de familie van de prachtvlinders (Riodinidae), onderfamilie Riodininae.
Symmachia multesima werd in 1910 beschreven door Stichel.